# Lista de departamentos de El Salvador
Este artigo apresenta uma lista de departamentos de El Salvador em ordem alfabética, por área e por população.

## Em ordem alfabética
Lista de departamentos de El Salvador em ordem alfabética e suas capitais (entre parênteses):
1. Ahuachapán (Ahuachapán)
2. Cabañas (Sensuntepeque)
3. Chalatenango (Chalatenango)
4. Cuscatlán (Cojutepeque)
5. La Libertad (Santa Tecla)
6. La Paz (Zacatecoluca)
7. La Unión (La Unión)
8. Morazán (San Francisco Gotera)
9. San Miguel (San Miguel)
10. San Salvador (San Salvador)
11. San Vicente (San Vicente)
12. Santa Ana (Santa Ana)
13. Sonsonate (Sonsonate)
14. Usulután (Usulután)

## Por área
A tabela a seguir apresenta uma lista dos 14 departamentos de El Salvador classificados por área:
| Pos. | Departamento | Área (km2) |
| ---- | ------------ | ---------- |
| 1    | Usulután     | 2,130      |
| 2    | San Miguel   | 2,077      |
| 3    | La Unión     | 2,074      |
| 4    | Santa Ana    | 2,023      |
| 5    | Chalatenango | 2,017      |
| 6    | La Libertad  | 1,653      |
| 7    | Morazán      | 1,447      |
| 8    | Ahuachapán   | 1,240      |
| 9    | Sonsonate    | 1,226      |
| 10   | La Paz       | 1,224      |
| 11   | San Vicente  | 1,184      |
| 12   | Cabañas      | 1,104      |
| 13   | San Salvador | 886        |
| 14   | Cuscatlán    | 756        |

## Por população
A tabela a seguir apresenta uma lista dos 14 departamentos de El Salvador classificados por sua população total (com base em estimativas populacionais de 2006).
| Pos. | Departamento | População |
| ---- | ------------ | --------- |
| 1    | San Salvador | 2,404,097 |
| 2    | La Libertad  | 823,511   |
| 3    | Santa Ana    | 630,903   |
| 4    | San Miguel   | 558,942   |
| 5    | Sonsonate    | 530,988   |
| 6    | Usulután     | 352,063   |
| 7    | Ahuachapán   | 369,496   |
| 8    | La Unión     | 308,249   |
| 9    | La Paz       | 328,666   |
| 10   | Chalatenango | 204,740   |
| 11   | Morazán      | 251,447   |
| 12   | Cuscatlán    | 216,446   |
| 13   | San Vicente  | 174,928   |
| 14   | Cabañas      | 158,395   |